# Íñigo Cavero

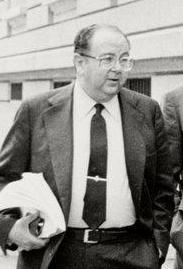
Íñigo Cavero (1980)

Iñigo Cavero Lataillade (San Sebastián, 1º de agosto de 1929 — 25 de dezembro de 2002) foi um político, advogado e nobre espanhol. Foi ministro, presidente do Conselho de Estado e membro em condição de número acadêmico da Real Academia de Moral e Ciência Política.